# Вендіш-Баггендорф
Вендіш-Баггендорф (нім. Wendisch Baggendorf) — громада в Німеччині, розташована в землі Мекленбург-Передня Померанія. Входить до складу району Передня Померанія-Рюген. Складова частина об'єднання громад Францбург-Ріхтенберг.
Площа — 21,32 км2. Населення становить 535 ос. (станом на 31 грудня 2020).